# Richard Ratsimandrava
Richard Ratsimandrava (Antananarivo, 21 marzo 1931 – Antananarivo, 11 febbraio 1975) è stato un politico e militare malgascio.
È stato Capo di Stato del Madagascar per sei giorni, dal 5 all'11 febbraio 1975, giorno in cui è stato ucciso.  Dopo il suo assassinio è scaturita una guerra civile nel Paese.